# Sérvio Cornélio Cipião Salvidieno Orfito (cônsul em 51)
Sérvio Cornélio Cipião Salvidieno Orfito (em latim: Servius Cornelius Scipio Salvidienus Orfitus; m. 66) foi um senador romano da gente Cornélia eleito cônsul em 51 com o imperador Cláudio. Seu pai, chamado Orfito, foi um dos sete filhos (de seis maridos diferentes) da famigerada Vistília.

## Carreira
Sua carreira está descrita numa inscrição encontrada em Léptis Magna data em 61-62. O cargo mais antigo foi o de questor do imperador Cláudio e o próximo foi de pretor urbano, ambos cargos prestigiosos que ele provavelmente devia à influência do meio-irmão de seu pai, Públio Suílio Rufo, outro filho de Vestília e um poderoso aliado de Cláudio na época. Depois de seu consulado, em 51, Sérvio foi admitido nos colégios dos pontífices e dos sodais augustais, dois grupos igualmente poderosos. Depois disto, a inscrição menciona que ele foi procônsul da África, indicando que ele manteve o cargo entre 62 e 63.
Tácito relata que Sérvio propôs, em 65, que os meses de maio e junho fossem renomeados para "Cláudio" e "Germânico", homenagens a Cláudio e Nero respectivamente, justificando a decisão afirmando que a execução dos dois Júnios Torquatos — Marco Júnio Silano Torquato e Lúcio Júnio Silano Torquato — havia tornado o mês de "junho" (junius) pouco auspicioso. Frederik Juliaan Vervaet argumenta que, ao invés de um ato bajulatório, Nero e seus aliados interpretaram a proposta como uma crítica sutil. Se for este o caso, isto explicaria a motivação por trás da acusação feita por Marco Aquílio Régulo contra Sérvio no Senado Romano de que ele seria um traidor de Nero no ano seguinte. Seja qual for o motivo, Sérvio foi considerado culpado e executado.

## Família
Seu filho, Sérvio Cornélio Cipião Salvidieno Orfito, e seu neto, Sérvio Cornélio Cipião Salvidieno Orfito seguiram seus passos e tornaram-se cônsules durante o reinado de Domiciano e em 110 respectivamente.